# 여과 요거트
여과 요거트(영어: strained yogurt 스트레인드 요거트[*])는 천(치즈천)이나 기계 등을 이용해 유청을 걸러낸 요거트이다.

## 지역별 여과 요거트

### 그리스
그릭 요거트(영어: Greek yogurt)로 잘 알려진 그리스식 요거트(그리스어: γιαούρτι 야우르티[*])는 두 가지 방식으로 만들 수 있다. 전통적인 방식인 발효 후 유청을 거르는 방식과 우유를 끓여 농축률을 높인 후 발효하는 방식이다. 그리스의 일반적인 가정에서는 우유를 끓여 농축한 뒤 발효하는 방식을 더 많이 사용한다. 여과 요거트는 스트랑기스토 야우르티(στραγγιστό γιαούρτι)라 부른다.
주로 양젖으로 만들며, 자지키를 만드는 데 쓰거나 꿀을 타서 후식으로 먹는다.

### 중동

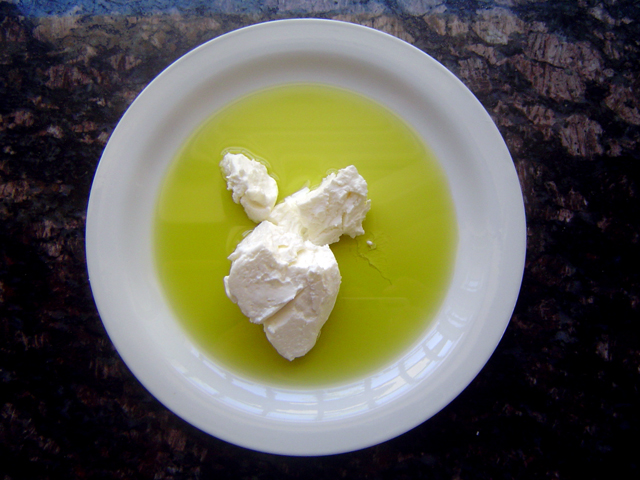
올리브유와 라브나

레반트와 아라비아 반도에서 라브나(아랍어: لبنة)는 요거트로 먹기도 하고, 말려서 둥글게 만들어 치즈처럼 먹기도 한다. 이때 허브나 향신료를 첨가하기도 하며, 올리브유에 담가 보관한다. 메제로 나오거나 샌드위치에 넣기도 한다.
사우디아라비아에서는 낙타젖이나 다른 동물의 젖으로 라브나를 만든다.
베두인족은 중앙아시아의 쿠르트를 만드는 것과 비슷한 방식으로 라브나를 말려 자미드를 만든다.
레바논, 시리아, 요르단, 이라크, 이스라엘, 팔레스타인에서는 요거트를 부드러운 치즈 정도 질감이 될 때까지 여과해 라브나를 만든다.
이집트에서는 요거트(이집트 아랍어: زبادي 자바디)를 그냥 먹거나 여과하지 않고 먹는데, 코티지 치즈의 일종인 아리시(قريش)를 만들 때 요거트를 쓴다.

## 사진 갤러리

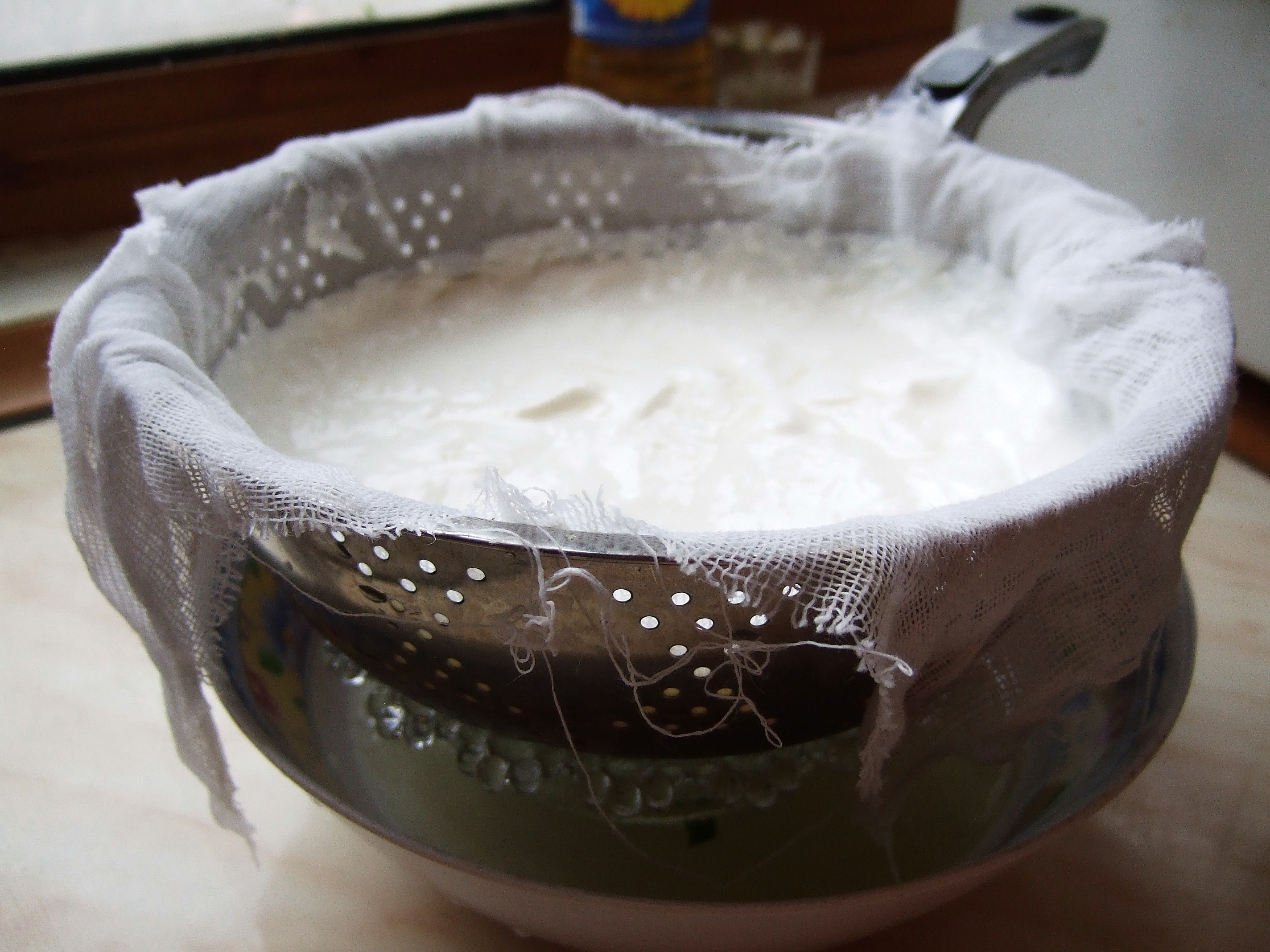
요거트 여과하기

## 같이 보기
- 생치즈